# Chajoma

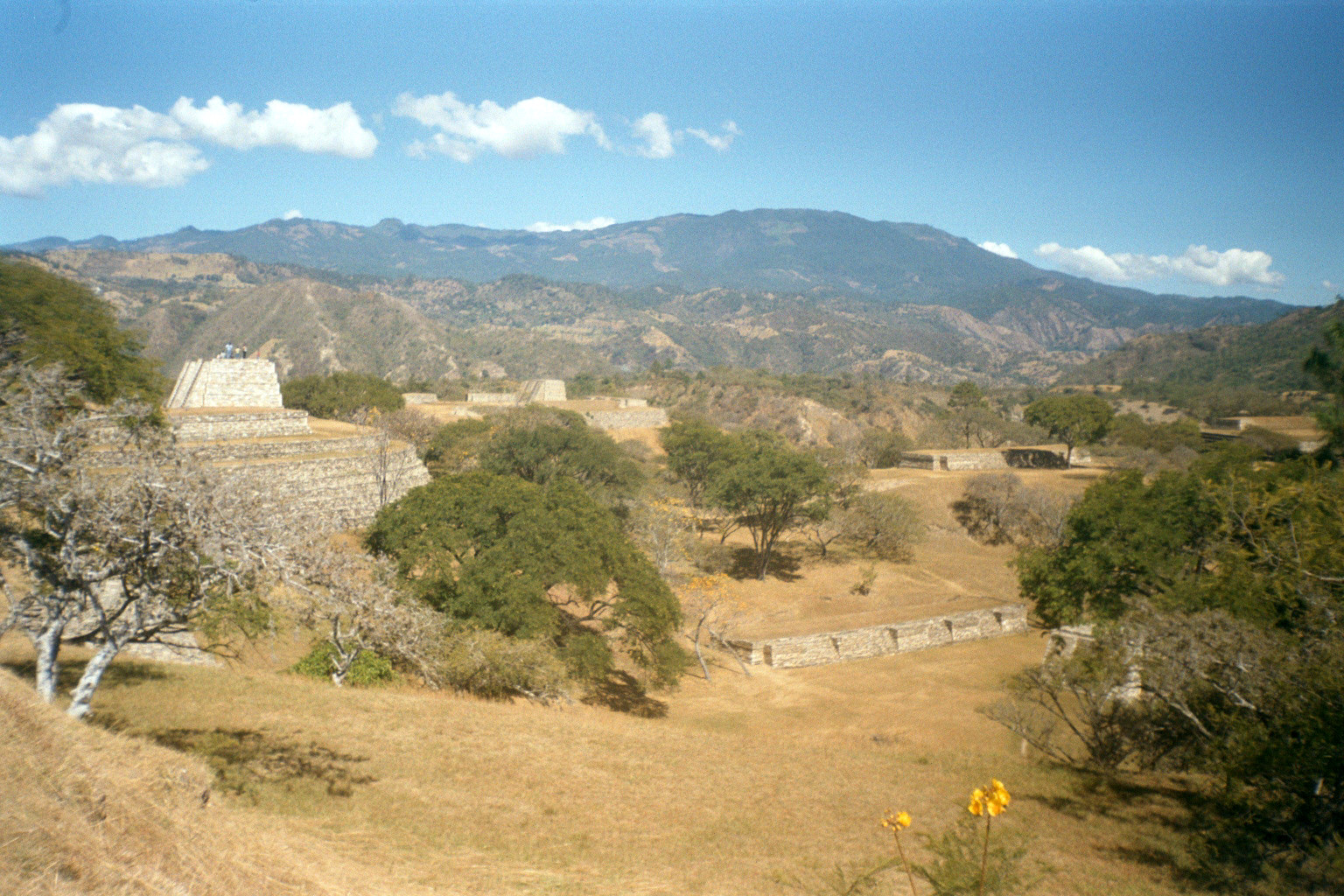
Mixco Viejo, capital de los chajoma.

Chajoma es el nombre de un pueblo maya de habla kaqchikel del periodo Posclásico. Los chajoma establecieron un extenso reino en el altiplano de Guatemala. Según las crónicas de los pueblos k'iche' y kaqchikel, había tres reinos principales en el altiplano durante el Posclásico: los k'iche', kaqchikel y chajoma. Los Anales de los cakchiqueles se refiere a los chajoma de Jilotepeque como los akajal vinak, mientras que en el Popol Vuh estos probablemente pueden identificarse como los akul vinak. Tanto akajal vinak como akul vinak significa «pueblo de las abejas» o «pueblo de las colmenas».
El significado de la palabra chajoma es «pueblo del ocote» (ocote es un tipo de pino). Durante el periodo colonial esto fue traducido en nahuatl como sacatepec «montaña de hierba» lo que condujo a Sacatepéquez, su actual nombre hispanizado. 
En los primeros registros coloniales por ejemplo, el topónimo San Juan Sacatepéquez aún fue registrado como San Juan Chajoma.
El pueblo chajoma conocía seis divisiones territoriales, equivalentes a los distintos pueblos coloniales que llevan el nombre de Sacatepéquez.

## Extensión y población
La geografía política de los chajoma se describe con cierto detalle en algunos de los primeros documentos coloniales compuestos por los líderes chajoma. En su apogeo, el reino chajoma cubrió un área de 900-1000 km². Se delimitó al norte por el río Motagua, al este por el río Las Vacas, por San Pedro Ayampuc en el sureste, el río Chalcayá en el sudoeste y el río Quisayá hacia el oeste. En el sur colindó con el reino de los Poqomam, con su capital en Chinautla Viejo (identificado como el Mixco Viejo de los registros de la época colonial). Hacia el oeste colindó con el reino kaqchikel basado en Iximché. El territorio de los chajoma comprendía el tercio norte del actual departamento de Guatemala e incluía tanto la zona templada de las tierras altas hacia el sur, como las tierras bajas más calientes del valle del Motagua al norte. Este último es un área difícil para la agricultura, con suelos pobres que consisten principalmente de esquisto metamórfico semi-erosionado. Las mejores tierras para la agricultura se encontraron en la parte montañosa del sur del territorio chajoma, y a partir del período Clásico los asentamientos se concentraron allí.
La capital del reino chajoma se situaba en el sitio arqueológico actualmente conocido como Mixco Viejo, el cual aparentemente era conocido por los chajoma por una variedad de nombres, incluyendo Chuwapek Qeqakajol Nima Abaj, y Nimcakajpec. Además de Mixco Viejo, los principales sitios arqueológicos asociados con el reino Chajoma del Postclásico Tardío son El Horno, Las Vegas, El Ciprés, Pueblo Viejo Jilotepeque, Chuisac, La Merced, Chuabaj, Chiboló, y posiblemente Sacul. De estos, solo El Horno, El Ciprés, Las Vegas y Sacul pueden ser considerados asentamientos importantes. Otros sitios, como Pistun, La Canoa y Cerrito de las Minas, parecen haber sido puestos remotos en lugares estratégicamente importantes o miradores para controlar las vías de acceso.
En función del número de sitios arqueológicos se estima que durante el Posclásico la población del reino chajoma alcanzó de 15 000 a 20 000 habitantes divididos entre 15 a 20 clanes. Documentos coloniales indican que 14 parcialidades, chinamit en kaqchikel (el equivalente a "clanes), sobrevivieron después de la conquista, diez de los cuales fueron repartidos entre San Pedro Sacatepéquez y San Juan Sacatepéquez y cuatro se concentraron en San Martín Jilotepeque. Sin embargo, estos eran probablemente los clanes chinamit más importantes, y es probable que los sobrevivientes de grupos chinamit menores fueron absorbidos por los clanes mayores. Una estimación basada en los sitios arqueológicos con arquitectura monumental, posiciona un chinamit en El Ciprés, otro en Sacul, cuatro en Las Vegas, dos o tres en El Horno y cinco en el sitio arqueológico de Mixco Viejo; más posiblemente otros dos en Cucul y uno en Pachalum en la parte norte del Motagua, si estos fueron sitios chajoma. Esto daría un total de 13-16 clanes, más o menos equivalente a la cantidad de clanes de los otros dos grandes reinos de las tierras altas, el de los k'iche' y de los kaqchikel.

## Gobernantes conocidos
Todas las fechas son aproximadas.
| Nombre      | Reino                   | Nombre alternativo                                                               |
| ----------- | ----------------------- | -------------------------------------------------------------------------------- |
| Lajuj No'j  | c.1450–c.1480           | Ichalkan Chi Kumkwat, Ychal Amollac Chicumcuat (Chicome Coatl, Siete Serpientes) |
| Achi Q'alel | Principios de siglo XVI | -                                                                                |

## Historia

### Orígenes
Los antiguos documentos Indígenas describen cómo los antepasados de los chajoma, kaqchikel y k'iche' llegaron a un lugar mítico llamado Tulan, el cual dejaron después de cierto tiempo para finalmente establecerse en el altiplano de Guatemala.
Estudios arqueológicos recientes sugieren que los ancestros de los chajoma y otros pueblos quicheanos, incluyendo los k'iche', kaqchikel y tzutujil, ya ocuparon el altiplano de Guatemala en el periodo Clásico.
Una breve reseña histórica de los movimientos migratorios de los chajoma y sus gobernantes está incluido en un documento que data de 1555, es decir de principios del periodo colonial, titulado Título de los de San Martín Jilotepeque. El mismo documento ha sido utilizado para demostrar que el sitio arqueológico de Mixco Viejo es en realidad la antigua capital chajoma y no la del reino Poqomam como se pensaba anteriormente.

### Período Postclásico
Los chajoma afirmaron que no habitaron durante mucho tiempo las tierras donde fueron encontrados por los conquistadores en 1524, sino que sus asentamientos originales se encontraban en el área alrededor de Zacualpa y Joyabaj, al norte del río Motagua. Alrededor del año 1400, se inició un movimiento a partir de Zacualpa hacia el sur, sureste y suroeste. Investigaciones en el sitio arqueológico de Zacualpa demostraron que fue ocupado desde el Clásico hasta el Posclásico Temprano, pero que fue abandonado durante el Posclásico Tardío. La migración de los chajoma parece haber sido rápida y bien organizada; establecieron rápidamente sitios para defender las fronteras de su nuevo territorio, que posicionaron en lugares con buenas defensas naturales que habían sido identificados previamente tras la exploración de un extenso área.
Aparentemente los chajoma se aliaron con el clan de los Xpantzay, una posterior rama principal de los kaqchikel cuando estos ocuparon el sitio de Ochal, identificado como el sitio arqueológico de Chuisac, situado a 2 km al oeste de San Martín Jilotepeque. De acuerdo con el Testamento de los Xpantzay, los chajoma dieron esposas de su propia clase aristocrática a los Xpantzay bajo un acuerdo que aparentemente fue establecido durante el Posclásico Temprano.
Según los Anales de los Cakchiqueles, Ochal se convirtió en una ciudad chajoma alrededor de 1410. Debido a la expansión agresiva del reino K'iche' de Q'umarkaj, los chajoma abandonaron su antigua capital en Zacualpa cuando Ochal fue dejado vacante por los Xpantzay, quienes afirmaron que salieron de Ochal para servir el rey k'iche' Q'uq'umatz junto con otros clanes de los kaqchikel. En el siglo XV, Ochal (conocido por los chajoma como Och'al Kab'awil Siwan) se convirtió en la nueva capital del reino chajoma. Alrededor de 1425, los k'iche' de Q'umarkaj tomaron Zacualpa, la antigua capital, que ya había sido abandonada en gran parte por los chajoma.

#### Reino de Lajuj No'j

Akajal Vinak o reino chajoma de Sacatepéquez y las diferentes entidades territoriales que existían en el resto de Centroamérica en el antes de la llegada de los españoles.

Un poderoso señor chajoma del siglo XV era conocido por el nombre de Lajuj No'j en kaqchikel, e Ichalkan Chi Kumkwat en náhuatl. Alrededor de 1450 puso fin a una rebelión de sus vasallos a lo largo del río Motagua, con el apoyo de los kaqchikel. Debido a esta rebelión, Lajuj No'j abandonó su capital en Och'al Kab'awil Siwan (Pan Och'al en San Martín Jilotepeque) y la trasladó a Saqik'ajol Kaqapek (Jilotepeque Viejo, el sitio arqueológico conocido como Mixco Viejo). La alianza chajoma–kaqchikel se hizo más poderosa, hasta que los kaqchikel volvieron en contra de Lajuj No'j y completamente derrotaron a los chajoma.
Los chajoma se vieron envueltos en guerras con sus vecinos los k'iche', kaqchiquel y poqomam. A finales del siglo XV, cuando Lajuj No'j era rey de los chajoma, los kaqchikel conquistaron varios pueblos chajoma en nombre de sus aliados k'iche', empujando la frontera entre ambos reinos hacia el este. Alrededor del año 1480, Lajuj No'j y gran parte de su cortejo fueron asesinados en la capital kaqchikel de Iximché. En los Anales de los cakchiqueles los kaqchikel hicieron mención de que atacaron a los asentamientos akajal (chajoma) de Panah y Chiholom, conquistando la primera. Después de estas batallas y antes de la conquista española, los chajoma probablemente pagaron tributo a los kaqchiquel de Iximché, pero no fueron totalmente sometidos a los mismos. Incluso después de la conquista, la frontera occidental entre los chajoma y los kaqchikel de Iximché siguió siendo motivo de controversia, incluso hasta tiempos modernos.
En 1493 los señores de Iximché juzgaron a favor de los chajoma en una disputa de tierras entre estos y el clan Tukuche de los kaqchikel; esto provocó una rebelión Tukuche en contra de sus gobernantes y dio lugar a su expulsión de Iximché.
Poco antes de la conquista española, los chajoma liderados por el gobernante Achi Q'alel rebelaron contra los kaqchikel de Iximché. Justo antes de la conquista, los chajoma ocuparon el área de las actuales municipalidades de San Martín Jilotepeque, Santo Domingo Xenacoj, San Pedro Sacatepéquez, San Juan Sacatepéquez, San Raymundo, Chuarrancho, San Pedro Ayampuc y la parte norte de Chinautla, un área que coincide con la región lingüística del dialecto kaqchikel oriental.

### Conquista por los españoles
No existen fuentes directas que describen la conquista del reino chajoma por los españoles, pero aparentemente fue una campaña de larga duración en vez de una rápida victoria. La única descripción de la conquista del reino chajoma es un relato secundario que aparece en la obra de Francisco Antonio de Fuentes y Guzmán en el siglo XVII, mucho tiempo después del evento. Después de la conquista, los conquistadores reubicaron los habitantes de la parte oriental del reino chajoma a San Pedro Sacatepéquez, incluyendo una parte de los habitantes del lugar que hoy se conoce como Mixco Viejo. El resto de la población de Mixco Viejo, junto con los habitantes de la parte occidental del reino, fueron trasladados a San Martín Jilotepeque.
Los chajoma rebelaron contra los españoles en 1526, librando una batalla en Ukub'il, un sitio no identificado cerca de las ciudades modernas de San Juan Sacatepéquez y San Pedro Sacatepéquez.
En el período colonial, como resultado de la política española de congregaciones la mayor parte de los chajoma que sobrevivieron fueron reasentados por la fuerza en los municipios de San Juan Sacatepéquez, San Pedro Sacatepéquez y San Martín Jilotepeque. Los habitantes fueron trasladados a cualquiera de estas tres ciudades que quedó más cercana a su ubicación previo a la Conquista. Un número de kaqchikel de Iximché también parece haber sido trasladado a estos pueblos. Después de su traslado a las nuevas ciudades, algunas de los chajoma volvieron a los centros de la pre-conquista, creando asentamientos informales y provocando hostilidades con los poqomam de Mixco y Chinautla a lo largo de la antigua frontera entre los reinos precolombinos. Eventualmente, algunos de estos asentamientos recibieron reconocimiento oficial, como San Raymundo cerca de Sacul.

## Sitios arqueológicos

### La Canoa
La Canoa se encuentra al este de San Pedro Ayampuc, a poca distancia de la carretera a Petaca. Consiste en una pequeña colina, artificialmente aplanada, que probablemente soportaba un pequeño número de casas construidas con materiales perecederos. El sitio ha sido severamente dañado.

### Cerrito de las Minas
Cerrito de las Minas fue un pequeño puesto de avanzada, situado en el extremo noreste del reino chajoma, aparentemente para controlar la ruta desde Baja Verapaz en el norte. Una carretera moderna sigue el curso de un camino colonial que fue probablemente también una ruta importante en el Preclásico Tardío. El sitio consta de una sola pirámide pequeña que mide 3 por 3 por 1 m, sentada en la cumbre de un cono empinado de ceniza volcánica, con algunas terrazas para casas pequeñas extendiéndose sobre una parte de las laderas. Una docena de plataformas de casas se sitúan en un promontorio inmediatamente al norte, pero este conjunto no ha sido investigado y es probable que sean los restos de un asentamiento posterior a la conquista, debido a su disposición abierta y la ausencia de pirámides o de un campo de juego de pelota mesoamericano.

### Chuabaj
Chuabaj está situado a 12 km al norte de San Martín Jilotepeque. Fue un sitio grande, pero su arquitectura ha sido destruida.

### Chuisac (Chi Tzatz e Och'al)
Originalmente fue la capital de los Akajales. El nombre original y completo de la ciudad fue Chi Tzatz e Och'al, "Donde abundan las mazorcas de maíz". Su nombre actual, Chuisac, proviene de Chuwi Tz'aq que significa "sobre el pueblo", al suroeste de San Martín Jilotepeque. Es Och'al quien le dio su nombre al pueblo colonial, pues la mazorca de maíz joven en náhuatl es "elote", que se convirtió en Jilotepeque, que significa "Montaña o Pueblo de la Mazorca". Jhon Fox y Geoffrey Brasswell investigaron las ruinas y descubrió que su construcción comenzó alrededor del año 1100 d. C. y que fue abandonada alrededor del año 1300 d. C. básicamente durante el Postclásico Temprano. En cambio, el conjunto D de Chuisac-Ochal parece haber sido ocupado en el Posclásico Tardío, lo que corresponde probablemente a la ocupación temporal del sitio por los Chajoma luego de expulsar a los Akajales, antes de que trasladaran su capital al sitio arqueológico de Chuwa Nimá Abaj/"Mixco Viejo" (Jilotepeque Viejo).

### El Ciprés
El Ciprés fue descrito por primera vez en 1941 por Edwin M. Shook, quien lo nombró Cimientos. La ubicación del lugar se perdió en la década de 1970, pero fue redescubierto en 1991. El sitio cuenta con un campo de juego de pelota, bien conservado y en forma de I. Al igual que otros sitios del Posclásico, El Ciprés cuenta con buenas defensas naturales y se encuentra en una meseta rodeada de barrancos profundos. La mayoría de las estructuras del sitio son pequeñas, pero poseen mampostería de piedra laja fina. Las dos estructuras más grandes son el juego de pelota y una larga estructura en el lado este del sitio.

### El Horno/Pan Peet Aaq'
El Horno es un sitio mayor en la región oriental del reino chajoma, bautizado así por Robert Hill, cuyo material cultural es semejante al de Chuwa Nimá Abaj. Está situado a menos de 10 kilómetros de El Chayal, cerca de los linderos orientales entre San Pedro Ayampuc y San José del Golfo, uno de los talleres de obsidiana más importantes de toda Mesoamérica. Las estructuras del sitio se divide en tres conjuntos arquitectónicos con buenas defensas, aunque están por debajo de las crestas de las colinas circundantes, en promontorios a medio camino de la ladera de un barranco, 100 m por encima del fondo del barranco, cerca de la aldea de Petaca, que se encuentra ubicada a 8 kilómetros al norte de San Pedro Ayampuc.El nombre de la aldea parece haber sido el nombre original de El Horno. Akkeren argumenta que Petaca es la forma castellanizada de Pan Peet Aaq', que significa "Lugar de la Primera Serpiente", en poq'om.
Conjunto I es el mayor del sitio. Incluye un campo de juego de pelota en forma de I, inacabado y muy saqueado.
Conjunto II está vinculado al conjunto I por una estrecha franja de tierra. El conjunto grupo está dominado por dos pirámides muy dañadas y saqueadas construidas con piedra laja, y también posee una serie de plataformas de casas.
Conjunto III está situado en un promontorio separado de los conjunto I y II, a unos 500 m hacia el oeste. Al igual que el conjunto II, posee dos pirámides con mampostería de piedra laja, y tiene 5 o más plataformas para casas. Los fragmentos cerámicos recuperados del conjunto III son de un clase típica del Posclásico Tardío y particularmente común en el sitio arqueológico de Mixco Viejo.

### Pistun
Pistun es un pequeño sitio, del cual anteriormente se pensaba que era más grande debido a lomas naturales que se confunden fácilmente con los restos de estructuras artificiales. Sólo han sido confirmadas dos estructuras, una pequeña plataforma para un altar y una "casa larga", ambas de mampostería de piedra de lajas. El sitio se encuentra en una colina con buenas defensas ubicada al este del cerro El Apazote, con vistas al río Aguacate. Se encontraron puntas de proyectiles esparcidas cerca de la entrada oriental del sitio, lo que sugiere que fue el escenario de una batalla que puede haber causada su abandono.

### Pueblo Viejo
Pueblo Viejo se encuentra a unos 10 km al noroeste de la villa de San Martín Jilotepeque. Está ubicado sobre un promontorio rodeado de profundos barrancos y pudo haber servido como un puesto de avanzada. En la actualidad sólo se identificó una estructura en el sitio.

### Sacul
Este sitio fue descubierto por Duncan M. Earle, quien informó sobre hallazgos superficiales de cerámica del período Clásico. Sin embargo, está situado de forma defensiva en una meseta de 80 m, bordeada por un arroyo, una característica típica de sitios del Posclásico. Al otro lado del barranco, al noroeste de Sacul, se encuentran los sitios de El Tesoro y Chirioj, ambos del Clásico Tardío.

### Las Vegas/Chillani
Este sitio fue descrito por primera vez en 1988 por Earle, quién lo nombró Chillani, en referencia al asentamiento moderno cercano. Se encuentra en el municipio de Chinautla, cerca de la localidad de San Antonio de las Flores. El sitio ha sido renombrado Las Vegas, el nombre de la finca en la cual se encuentra. El arqueólogo Robert M. Hill II llevó a cabo una exploración preliminar del sitio en 1991. El sitio consta de 26 estructuras divididas en cuatro conjuntos, etiquetados I a IV, construidas encima de una cresta con una altura de 80 m, situadas entre los barrancos Quebrada Quezada y Quebrada San Pedro. Cada uno de los cuatro conjuntos tiene al menos una pirámide y una serie de plataformas para casas. Todas las estructuras están mal conservadas. La mampostería sobreviviente consta de bloques cortados de toba o pómez, y de piedra laja. La presencia de grandes cantidades de barro quemado sugiere un fin violento de la ocupación del lugar, y puede estar relacionada con la conquista española. Las Vegas se encuentra a unos pocos kilómetros al norte de la capital Poqomam en Chinautla Viejo.
En el conjunto I se encontró evidencia de violencia en la forma de barro quemado, aunque no en la misma medida que en el conjunto III.
Conjunto II tiene una estructura inusual en el norte, que es probablemente todo lo que queda de los restos muy erosionados de un campo de juego de pelota. Al igual que en el conjunto I, hay evidencia de violencia en forma de barro quemado, también en menor medida que en el conjunto III.
Conjunto III contiene grandes cantidades de barro quemado entre las estructuras más orientales, lo que podría estar relacionado con la conquista española.
Conjunto IV Earle mencionó el hallazgo de una gran variedad de fragmentos de cerámica del Posclásico Tardío en el conjunto IV. La estructura más occidental de este conjunto ha sido saqueada.